# Trichosteleum staudtii
Trichosteleum staudtii är en bladmossart som beskrevs av Brotherus 1897. Trichosteleum staudtii ingår i släktet Trichosteleum och familjen Sematophyllaceae. Inga underarter finns listade i Catalogue of Life.